# Osobitá
Die Osobitá ist ein 1687 m n.m. hoher Kalkberg in der slowakischen Westtatra. Mit angrenzenden Bergen bildet sie den gleichnamigen geomorphologischen Teil der Westtatra nördlich des Hauptkamms und ist dessen höchster Berg. Der Berg befindet sich nördlich von Zverovka über den Tälern Roháčska dolina und Suchá dolina, der Gipfelbereich ist zwischen den Gemeinden Vitanová, Zuberec und Habovka geteilt.
Seinen Namen verdankt die Osobitá der isolierten Lage des Bergstocks, abgesondert (slowakisch osobitný) von weiteren Bergen in der Umgebung.
Früher führte zum Gipfel ein gelb markierter Wanderweg, heute ist das Bergmassiv wegen der Lage inmitten eines Nationalen Naturreservats nicht mehr offiziell zugänglich. Über den Südhang führt ein grün markierter Wanderweg von Zverovka heraus, über den Sattel Sedlo pod Osobitou und weiter zum Grenzberg Lúčna (polnisch Grześ).